# Подгарничный
Подгарничный — посёлок в Свердловской области России, административно подчинённый городу Серову. Входит в Серовский муниципальный округ.
Ранее посёлок входил в состав Еловского сельсовета Серовского района.

## Географическое положение
Посёлок Подгарничный расположен в 20 километрах (по автодороге в 25 километрах) к северу от города Серова, на левом берегу реки Турьи (правого притока Сосьвы), в устье реки Подгарничной. В 7 километрах к северу от посёлка расположен ботанический памятник природы — Подгарничный кедровник: насаждения кедра в истоке реки Оловянки.

## История
Слово гарнец означает старинная русская мера сыпучих тел, 3,28 л, 1/8 четверика.

## Население
| 2002 | 2010 |
| ---- | ---- |
| 14   | ↘11  |